# ASO: Armored Scrum Object
ASO: Armored Scrum Object (Alpha Mission aux États-Unis, ou Arian Mission) est un jeu d'arcade de type shoot 'em up créé par SNK et sorti sur borne d'arcade (sur le système HAL 21) en 1985,,,.

## Portage
- Alpha Mission (NES, 1986)[5]